# 奧爾萊亞鄉
43°45′N 24°23′E / 43.750°N 24.383°E
奧爾萊亞鄉（羅馬尼亞語：Comuna Orlea, Olt），是羅馬尼亞的鄉份，位於該國南部，由奧爾特縣負責管轄，面積34平方公里，海拔高度41米，2007年人口2,702，人口密度每平方公里79人。